# Furbetti del quartierino
"Furbetti del quartierino" è la versione italiana di "furbetti der quartierino", un'espressione idiomatica, facente parte del gergo romanesco, entrata a far parte del lessico giornalistico italiano nel 2006.

## Origine
Tale frase venne usata per la prima volta da Stefano Ricucci nell'estate del 2005, riferendosi alle banche estere che stavano scalando due banche italiane. Secondo Ricucci esse agivano da furbette come le bande dei quartieri di Roma. La manovra fu scoperta grazie alle intercettazioni.

## Significato
L'espressione è entrata nel lessico comune come frase d'autore, ma con riferimento opposto: i furbetti del quartierino sono diventati Stefano Ricucci, il "Gianpy" (Gianpiero Fiorani), e altri che sono stati colpiti da varie inchieste giudiziarie per i metodi presuntamente poco leciti con cui si apprestavano a scalare la Banca Nazionale del Lavoro (BNL), RCS e Antonveneta e per le modalità, presuntamente fraudolente, con cui avevano conseguito in modo improvviso una enorme fortuna economica di dubbia provenienza.
Il termine indica un gruppo di persone che, in maniera spavalda e arrogante ma ingenua, cerca di ottenere qualcosa senza curarsi della normativa legale.
Per estensione con tale espressione il linguaggio giornalistico è venuto qualificando la consuetudine, considerata spesso tipica anche della classe politica, di comportarsi in modo doppio e poco trasparente, dissimulando così le proprie vere finalità, spesso con l'intenzione di conseguire un vantaggio personale o di parte.

## Espressioni derivate
Dall'espressione in questione è derivata anche l'espressione "furbetti del cartellino" per riferirsi a dipendenti che timbrano il cartellino e successivamente si allontanano dal posto di lavoro.